# Something for Thee Hotties
Something for Thee Hotties (titulado alternativamente Something for Thee Hotties: From Thee Archives) es el primer álbum recopilatorio de la rapera estadounidense Megan Thee Stallion. Fue lanzado el 29 de octubre de 2021, por 300 Entertainment y 1501 Certified como un regalo de "agradecimiento" a los fans de Megan. La compilación sirve como una colección de algunos de sus freestyles previamente publicados en YouTube, así como canciones de archivo inéditas; con las únicas apariciones de invitados como Juicy J, VickeeLo y Dino BTW contribuyendo con sketches. La compilación fue producida principalmente por LilJuMadeDaBeat, con contribuciones externas de una variedad de productores incluyendo Juicy J, Murda Beatz y J. R. Rotem.

## Antecedentes
El 21 de octubre de 2021, Megan Thee Stallion anunció la compilación como su regalo a su base de fans que ella llama "Hotties", diciendo que el proyecto contaría con algunos de los freestyles de YouTube que sus fans estaban pidiendo, así como canciones inéditas de sus archivos. El tracklist original fue revelado entonces el 27 de octubre, presentando inicialmente quince temas incluyendo el sencillo previamente lanzado "Thot Shit". La lista de canciones se actualizó entonces menos de una hora antes del lanzamiento previsto de la compilación a medianoche, con 5 temas más, incluyendo "Warning", "Kitty Kat" y sketches realizados por Juicy J, VickeeLo y Dino BTW. El recopilatorio se retrasó unas horas, saliendo finalmente a las 8 de la mañana en la fecha prevista.
En una sesión de preguntas de Twitter poco después del lanzamiento de la compilación, Megan reveló que la mayoría de las canciones de la compilación se grabaron a lo largo de 2021. Algunas de las canciones más recientes se grabaron unas semanas antes del lanzamiento del recopilatorio; y las más antiguas fueron las de TIDAL Bless the Booth freestyle de 2019, así como "Bae Goals".

## Lista de canciones
| Something for Thee Hotties track listing |                               |                     |          |  |
| N.º                                      | Título                        | Producer(s)         | Duración |  |
| 1.                                       | «Tuned In Freestyle»          | Romano              | 2:03     |  |
| 2.                                       | «Megan Monday Freestyle»      | LilJuMadeDaBeat     | 1:53     |  |
| 3.                                       | «Trippy Skit» (con Juicy J)   |                     | 1:12     |  |
| 4.                                       | «Southside Forever Freestyle» | LilJuMadeDaBeat     | 2:57     |  |
| 5.                                       | «Outta Town Freestyle»        | LilJuMadeDaBeat     | 1:20     |  |
| 6.                                       | «Megan's Piano»               | Megan Thee Stallion | 1:53     |  |
| 7.                                       | «VickeeLo and Dino BTW Skit»  |                     | 1:02     |  |
| 8.                                       | «Eat It»                      | BoogzDaBeast        | 2:25     |  |
| 9.                                       | «All of It»                   | Buddah Bless        | 1:53     |  |
| 10.                                      | «Warning»                     | HitKidd             | 2:34     |  |
| 11.                                      | «Kitty Kat»                   | J. R. Rotem         | 2:05     |  |
| 12.                                      | «Tina Snow Interlude»         | LilJuMadeDaBeat     | 3:04     |  |
| 13.                                      | «God's Favorite»              | HitKidd             | 1:30     |  |
| 14.                                      | «Let Me See It»               | Romano              | 3:09     |  |
| 15.                                      | «Opposite Day»                | HitKidd             | 2:14     |  |
| 16.                                      | «Freakend»                    | Sean Island         | 1:54     |  |
| 17.                                      | «Bae Goals»                   | Buddah Bless        | 2:28     |  |
| 18.                                      | «Pipe Up»                     | Juicy J             | 2:49     |  |
| 19.                                      | «Bless the Booth Freestyle»   | TGUT                | 2:06     |  |
| 20.                                      | «Thot Shit»                   | LilJuMadeDaBeat     | 3:04     |  |
| 21.                                      | «To Thee Hotties»             |                     | 0:53     |  |
| 44:38                                    |                               |                     |          |  |

## Charts
| Chart (2021)                            | Peak position |
| --------------------------------------- | ------------- |
| Canadá (Billboard Canadian Albums)      | 69            |
| Estados Unidos (Billboard 200)          | 5             |
| Estados Unidos (Top R&B/Hip-Hop Albums) | 3             |